# 에릭 와이나이나
에릭 와이나이나 (Erick Wainaina, 1973년 12월 9일 ~ )는 케냐의 마라톤 선수이다.
그는 1996년 하계 올림픽에서 동메달을 획득하고, 2000년 하계 올림픽에서 은메달을 획득했다. 2004년 하계 올림픽에서는 7위에 그쳤다.
와이나이나는 1995년 세계 육상 선수권 대회 마라톤에 참가하여 18위를 하였다. 그는 부상 때문에 1999년 세계 육상 선수권 대회 출전 기회를 놓쳤다.
그는 2008년 나가노 마라톤 대회에서 13위를 하였다. 2년 후, 그는 다시 나가노 마라톤 대회에 참가하면서 10위를 하였다.

## 대회 성적
| Event            | 1995 | 1996 | 1997 | 1998 | 1999 | 2000 | 2001 | 2002 | 2003 | 2004 |
| ---------------- | ---- | ---- | ---- | ---- | ---- | ---- | ---- | ---- | ---- | ---- |
| 하계 올림픽      |      | 3위  |      |      |      | 2위  |      |      |      | 7위  |
| 세계 선수권 대회 | 18위 |      |      |      |      |      |      |      |      |      |